# HD 188651
HD 188651，又名BD+29 3802，SAO 69079、HR 7607，是一颗恒星，视星等为6.57，位于銀經66.7，銀緯1.05，其B1900.0坐标为赤經19h 51m 7.1s，赤緯+29° 1.05′ 52″。